# Ourilhe
Ourilhe ist ein Ort und eine ehemalige Gemeinde im Norden Portugals. Alljährlich zu Ostern werden hier Passionsspiele aufgeführt.

## Geschichte
Der heutige Ort entstand vermutlich während der Neubesiedlungen im Zusammenhang mit der mittelalterlichen Reconquista. In den Registern von 1321 wurde der Ort als Ousilhe geführt.
Im Zuge der Gebietsreform in Portugal 2013 wurde die eigenständige Gemeinde Ourilhe aufgelöst und in die neue Gesamtgemeinde Britelo, Gémeos e Ourilhe eingegliedert.

## Verwaltung
Ourilhe war Sitz einer gleichnamigen (Freguesia) im Kreis (Concelho) von Celorico de Basto im Distrikt Braga. Die Gemeinde hatte 456 Einwohner und eine Fläche von 5,37 km² (Stand 30. Juni 2011).
Folgende Orte und Plätze gehörten zur Gemeinde:
| - Bairro - Barroca - Belosares - Boca - Bouça Cabovila - Bugenda - Carvalhas - Cerdeirinhas - Cortes - Crasto | - Corga - Estraganhais - Fortunhos - Fundevila - Guimbra - Igreja - Lagares - Lavandeira - Lavra - Monte | - Muro - Nogueira - Novais - Outeiro - Paçô - Pataneca - Paredes - Poças - Porto - Portolobo | - Praina - Rego - Salgueiros - São João - Sobreiro - Soalheira - Truvisqueira - Valado - Vinha - Vinhaça |

Mit der Administrativen Neuordnung am 29. September 2013 wurden die Gemeinden Ourilhe, Britelo und Gémeos zur neuen Gemeinde União das Freguesias de Britelo, Gémeos e Ourilhe zusammengeschlossen. Britelo wurde Sitz der Gemeinde.